# John Callen
John Callen (Londres, 4 de noviembre de 1946) es un actor y director neozelandés.

## Biografía
Su debut como actor se produjo en 1981, cuando apareció en el largometraje Pictures. A este papel le seguirían otros en varias películas y series de televisión neozelandesas. En 2000 dirigió algunos episodios de La tribu y uno de Jackson's Wharf. Ha prestado su voz en el videojuego Star Wars: caballeros de la Antigua República 2: los señores Sith y en varias temporadas de la serie Power Rangers. En 2010 Warner Bros. anunció la participación de Callen en las tres películas basadas en la novela El hobbit, de J. R. R. Tolkien, rodadas en Nueva Zelanda entre 2011 y 2012 y en las que interpreta al enano Óin.

## Filmografía

### Como actor
Cine
- Pictures (1981) - Casey
- The Rainbow Warrior (1992)
- The Feathers of Peace (2000) - Richard Freeman
- Treasure Island Kids: The Monster of Treasure Island (2004) - Conrad
- Treasure Island Kids: The Battle of Treasure Island (2004) - Conrad
- Love Birds (2011, posproducción) - profesor Craddock
- El hobbit: un viaje inesperado (2012) - Óin
- El hobbit: la desolación de Smaug (2013) - Óin
- El hobbit: la batalla de los Cinco Ejércitos (2014) - Óin

Televisión
- Seekers (3 episodios, 1986) - Bill
- Worzel Gummidge Down Under (un episodio, 1989) - Custodio
- The Mighty Civet (2001) - narrador del documental
- Alpine Search and Rescue (2002) - narrador del documental
- Power Rangers Mystic Force (1 episodio, 2006) - Mucor
- The Man Who Lost His Head (2007) - Nigel Harrison
- Power Rangers Jungle Fury (4 episodios, 2008) - Sonimax

Videojuegos
- Star Wars: caballeros de la Antigua República 2: los señores Sith (2004, voz)

### Como director
- La tribu (8 episodios, 2000)
- Jackson's Wharf (un episodio, 2000)